# Lisa Werlinder
Lisa Werlinder (* 12. März 1972 in Uppsala, Schweden) ist eine schwedische Schauspielerin und Sängerin.

## Leben
Sie wurde an der Königlich Schwedischen Musikakademie in Stockholm und der Schauspielakademie der Technischen Universität Luleå ausgebildet.
Sie spielte in Stockholm Theater. 2000 gab sie ihr Filmdebüt als Ludmilla im Thriller Hassel – Förgörarna und ebenfalls 2000 spielte sie in Gossip von Colin Nutley. 2001 übernahm sie die Rolle der Nancy in der schwedischen TV-Serie Olivia Twist, der schwedischen Version von Oliver Twist. 
2005 war Werlinder in Steven Spielbergs Film München zu sehen. 2011 übernahm sie die Rolle der Malin im deutschen TV-Film Freilaufende Männer. Lisa Werlinder ist seit 2020 als dänischstämmige IT-Spezialistin Alwa Sörensen in den Filmen der ZDF-Reihe Unter anderen Umständen zu sehen. 2024 übernahm sie in der Kinderhörspiel-Serie Die Mumins nach dem Klassiker von Tove Jansson die Rolle der Tulippa.

## Filmografie
- 2000: Tod auf See (Hassel – Förgörarna)
- 2001: En sång för Martin
- 2001: Gossip
- 2003: Das Erbe (Arven)
- 2005: Som man bäddar
- 2005: München
- 2007: Schwarze Nelke (Svarta nejlikan)
- 2007: Torpedo
- 2009: Meine Braut, meine besten Freunde und ich (Äntligen midsommar!)
- 2010: Mankells Wallander: Die Zeugin (Wallander – Vittnet)
- 2011: Almost Perfect
- 2011: Freilaufende Männer
- 2011: Alle for én
- 2013: Tatort – Borowski und der brennende Mann
- 2015: Einer für alle, alles im Eimer
- 2015: Einmal Hallig und zurück
- 2016: SOKO Köln – Nach so vielen Jahren
- seit 2020: Unter anderen Umständen
  - 2020: Über den Tod hinaus
  - 2020: Lügen und Geheimnisse
  - 2021: Für immer und ewig
  - 2022: Mutterseelenallein
  - 2023: Dämonen
  - 2023: Mütter und Söhne
  - 2024: Dominiks Geheimnis
  - 2025: Die einzige Zeugin
- 2023: The Fortress (Festning Norge, Fernsehserie)